# Uarsciek (sous-marin)
Le Uarsciek est un sous-marin italien de la classe Adua, qui servit dans la Regia Marina durant la Seconde Guerre mondiale.
Il est nommé d'après le nom d'un village en Somalie qui abritait un poste de garde-côtes pendant la période du contrôle colonial italien.

## Caractéristiques
Les sous-marins de la classe Adua sont des sous-marins de petite croisière à simple coque avec double fond central et bulges latéraux, pratiquement identiques à ceux de la série précédente Perla dont ils constituent une répétition. C'est la plus grande série de la classe 600 et donne de bons résultats au cours du conflit, bien que la vitesse de surface soit plutôt faible, les bateaux sont robustes et maniables. Il y a de petites différences dans le déplacement et les détails de construction entre les unités construites sur des sites différents.
Ils déplaçaient 697,25 tonnes en surface et 856,40 tonnes en immersion. Les sous-marins mesuraient 60,18 mètres de long, avaient une largeur de 6,45 mètres et un tirant d'eau de 4,7 mètres.
Pour la navigation de surface, les sous-marins étaient propulsés par deux moteurs diesel de 600 chevaux (447 kW), chacun entraînant un arbre d'hélice. En immersion, chaque hélice était entraînée par un moteur électrique de 400 chevaux-vapeur (298 kW). Ces moteurs électriques étaient alimentés par une batterie d'accumulateurs au plomb composée de 104 éléments. Ils pouvaient atteindre 14 nœuds (26 km/h) en surface et 7,5 nœuds (13,9 km/h) sous l'eau. En surface, la classe Adua avait une autonomie de 3 180 milles nautiques (5 890 km) à 10,5 nœuds (19,4 km/h), en immersion, elle avait une autonomie de 74 milles nautiques (137 km) à 4 nœuds (7,4 km/h)
Les sous-marins étaient armés de six tubes lance-torpilles internes de 53,3 cm, quatre à l'avant et deux à l'arrière. Une torpille de rechargement était transportée pour chaque tube, pour un total de douze. Ils étaient également armés d'un canon de pont de 100 mm OTO 100/47 pour le combat en surface. L'armement antiaérien léger consistait en une ou deux paires de mitrailleuses Breda Model 1931 de 13,2 mm

## Construction et mise en service
Le Uarsciek est construit par le chantier naval Cantieri navali Tosi di Taranto (Tosi) de Tarente en Italie, et mis sur cale le 2 décembre 1936. Il est lancé le 19 septembre 1937 et est achevé et mis en service le 4 décembre 1937. Il est commissionné le même jour dans la Regia Marina.

## Historique
L'Uarsciek était l'un des rares sous-marins construits par le chantier naval Tosi. Il entre au service en décembre 1937 et est affecté à Tobrouk au cours duquel il passe les années 1938 et 1939 entre exercices et formations. Il est livré sous le nom d'Uarsheich, corrigé Uarsciek vers la mi-mars 1938. Au début de la Seconde Guerre mondiale, il est affecté avec d'autres sous-marins  le long de la côte gréco-albanaise-yougoslave. Après une série de patrouilles autour des îles grecques, il retourne à Tarente sans observations significatives, avant son affectation au 46e escadron basé à Tarente.
Le 12 septembre 1940, sous le commandement du lieutenant de vaisseau (tenente di vascello) Carlo Zanchi, le submersible est envoyé en embuscade sur la côte égyptienne, mais la mission doit être annulée lorsque plusieurs membres d'équipage sont empoisonnés par des vapeurs de mercure, donc le commandant. Au lieu de revenir à Tarente, le commandant décide de rejoindre Benghazi, où l'équipage débarque pour hospitalisation le 21 septembre 1940.
Entre 1er et le 10 février 1941, les Uarsciek et Turchese patrouillent au large de la côte grecque et albanaise sans apercevoir de navires ennemis. La mission est réitérée sans plus de succès entre le 2 et le 17 mars 1941.
Pendant la bataille de Crète, entre le 19 mai et le 2 juin 1941, l'Uarschiek est déployé comme écran défensif pour couvrir une zone entre la Crète, Sollum et Alexandrie.
À 01h40 le 14 juin 1941, l'Uarsciek (sous le commandement du capitaine de corvette Raffaello Allegri) identifie un groupe d'unités ennemies lors d'une patrouille au large de Philippeville. Celui-ci tire trois torpilles qui n'infligent aucun dégât aux navires ennemis.
Entre le 19 et le 31 juillet, en compagnie de son navire-jumeau (sister ship) Axum et du sous-marin Squalo, le sous-marin patrouille au large d'Alexandrie, encore une fois sans succès. À partir du 15 octobre 1941, il est posté au large de la Cyrénaïque.
Pendant l'opération de ravitaillement de l'Afrique du Nord italienne « V.5 » en mars 1942, l'Uarschiek est déployé à l'est de Malte pour une couverture défensive.
De la mi-juin à la mi-août 1942, il participe à plusieurs contre-opérations contre des unités britanniques en Méditerranée (opérations Harpoon et Pedestal), mais sans grand succès. Pendant l'opération Harpoon, l'Uarschiek et plusieurs autres sous-marins sont stationnés au nord de la côte algérienne. Le 13 juin 1942, il localise les navires de la Force X et tente une attaque se révélant infructueuse. Le 11 août 1942 à 04h38, l'Uarsciek (sous le commandement du lieutenant de vaisseau Gaetano Arezzo della Targia) localise et attaque le porte-avions britannique HMS Furious avec trois torpilles, mais le manque. Il est ensuite attaqué par grenadages pendant plusieurs heures en sortant indemne  avant de refaire surface à 09h30. Le 13 août 1942 dans la soirée, il est attaqué et endommagé par un avion, obligeant à interrompre sa patrouille. À son arrivée, le capitaine Gaetano Arezzo della Targia est décoré de la médaille de la valeur militaire pour son action dans l'attaque du convoi britannique.
Le 16 novembre 1942, le sous-marin transporte 19 tonnes de munitions à Tobrouk tout en continuant de patrouiller le long de la côte égyptienne. Il passe un certain temps à Tripoli afin de subir des réparations mineures.
Début décembre 1942, le sous-marin reprend ses opérations en mer, faisant désormais partie du 10e sous-groupe de sous-marin opérant d'Augusta. Les Uarsciek et Topazio sont chargés de filtrer et protéger un important convoi (autour du MV Foscolo) transitant en Méditerranée centrale avec pour direction Tripoli.
Le 11 décembre 1942 à 17h25, les sous-marins appareillent d'Augusta pour se diriger plein sud vers Malte afin d'attaquer la force K de la marine britannique. Le 15 décembre 1942 à 03h00, l'Uarsciek,  naviguant en surface, aperçoit une formation ennemie composée de deux croiseurs et trois destroyers. Le submersible tire 2 torpilles avant de plonger. Les destroyers HMS Petard et Vasilissa Olga les esquivent et contre-attaquent avec des charges de profondeur.
Cependant, une erreur est commise lors de sa descente: le sous-marin chute bien plus bas que prévu, jusqu'à près de 160 mètres (deux fois la profondeur d'essai). Pour corriger la situation, un lest d'air est soufflé, ce qui provoque sa remontée en surface. Sa tourelle dépassant au-dessus la surface, les destroyers ne tardent pas à attaquer. En raison des dommages importants et des inondations subies par le sous-marin, le commandant décide de faire surface et d'essayer d'engager les destroyers avec son canon de pont. Mais avant de pouvoir faire quoi que ce soit, le navire italien est touché par un tir de barrage des canons antiaériens des deux destroyers. L'attaque provoque la mort du lieutenant de vaisseau Arezzo della Targia, son commandant en second, et 16 autres marins.
Il existe une version alternative des événements du médecin du Petard, le Dr William Prendergast, ainsi que de plusieurs survivants du sous-marin Uarsciek. Après une première rafale, qui tue deux officiers et quelques autres hommes, empêchant l'équipage d'utiliser le canon de pont, le commandant du destroyer anglais, le lieutenant-commandant Mark Thornton, arme une mitrailleuse et ouvre le feu sur les survivants se rendant. Selon lui, cela aurait servi à capturer le sous-marin et tous ses documents et codes secrets, avant que son équipage ne puisse saborder le sous-marin. Dans un même temps, l'ordre de tirer a été également donné à l'équipage (exécuté à contrecœur par les marins du Petard, à tel point qu'il a dû répéter à deux reprises).
Une équipe d'embarquement britannique et un ingénieur italien sont montés à bord et essayés de stabiliser l'Uarsciek, afin qu'il soit remorquer par le destroyer. Cependant, le câble de remorquage céda et une tentative d'un ingénieur italien de redresser son gouvernail entraîna la perte de flottabilité du sous-marin qui coula par l'arrière à 11h33 au fond de la Méditerranée, à la position géographique de 35° 40′ N, 14° 32′ E.
Le sous-marin avait effectué 27 missions en temps de guerre, couvrant un total de 17 102 milles nautiques (31 674 km) en surface et 3 410 milles nautiques (6 316 km) sous l'eau.